# با جین
با جین (انگلیسی: Ba Jin; ۲۵ نوامبر ۱۹۰۴ – ۱۷ اکتبر ۲۰۰۵) نویسنده، رمان‌نویس و فعال سیاسی اهل چین بود.
وی همچنین برندهٔ جوایزی همچون لژیون دونور (فرمانده) شده‌است.